# Тирш, Фридрих Вильгельм
Фридрих Вильгельм фон Тирш (нем. Friedrich Wilhelm von Thiersch; 17 июня 1784, Кирхшейдунген — 25 февраля 1860, Мюнхен) — немецкий антиковед, филолог-эллинист, гуманист и педагог.

## Биография
Тирш родился в Кирхшейдунгене (Саксония-Анхальт). В 1809 году стал профессором в Wilhelmsgymnasium Мюнхена, и в 1826 году профессором античной литературы в Университете Ландсхута. Он был переведен в том же году в Мюнхен, где остался жить до самой своей смерти. Тирш, «наставник Баварии» (praeceptor Bavariae), нашёл крайне неудовлетворительной существующую систему образования. Существовала также сильная вражда между протестантами «северными» и католиками «южными» немцами. Коллеги Тирша, в основном старые монахи оказали яростное сопротивление его реформам, и даже предприняли покушение на его жизнь. Его планы были всё же воплощены в жизнь и стали руководящим принципом образовательных учреждений Баварии.
Биография Тирша была написана его сыном, богословом Генрихом Вильгельмом Иосией (1866). Сын Карл был известным хирургом, а сын Людвиг стал художником. Фридрих Тирш умер в Мюнхене в 1860 году. Похоронен на Старом южном кладбище в Мюнхене.

## Филэллин
Тирш был ярым сторонником независимости Греции.
Современный английский писатель и историк William St Clair утверждает, что Тирш был посвящён в тайное греческое революционное общество Филики Этерия с самого начала его образования, в 1814 году.
С началом Греческой революции Ипсиланти, Александр Константинович послал к нему врача Ипитиса, по просьбе которого Тирш начал публикацию серии статей, в поддержку восставших греков.
9 апреля 1821 года Тирш пишет: «В то время как Италия согнула свою шею, Греция подымает свою голову».
Тирш обратился с воззванием к немецкой молодёжи оказать поддержку восставшим грекам в августе 1821 года. В сентябре и октябре 1821 года правительства Пруссии и Австрийской империи, обеспокоенные тем что Греческая революция нарушает статус-кво Священного союза выразили резкий протест правительству Баварии за то, что баварцы разрешили публикацию статей и воззваний Тирша.
В 1832 году, после окончания Освободительной войны, он посетил Грецию, где его влияние помогло обеспечить трон нового королевства для баварца Оттона.
Тирш написал «Греческую грамматику», перевод Пиндара, а также «Информацию о Греции» (L'état actuel de la Grece 1833).
Как поклонник греческой культуры и языка, Тирш сам установил для себя в Греции эллинизированный вариант своего имени, которым его именуют в Греции по сегодняшний день: «Иринеос Тирсиос» (греч. «Ειρηναίος Θείρσιος».
В этот же период Якоб Филипп Фаллмерайер развил свою «славянскую теорию» о происхождении современных греков. Греческая теория Фаллмерайера была широко обсуждена при его жизни и отвергается сегодня.
Weihmann писал, что работа Фаллмерайера являлась предупреждением к «витающим в облаках» европейским филэллинам о опасностях политического союза между греками и русскими, народами, которые были тесно связаны православной верой и — гипотетическим — общим славянским происхождением".
Тирш был одним из упомянутых филэллинов и стал одним из главных оппонентов Фаллмерайера.
Дискуссия имела остро выраженную политическую составляющую, где Тирш представлял позицию «Idealpolitik», согласно которой Бавария должна поддержать греческое государство, и Фаллмерайера пропагандирующего умывающую руки «Realpolitik.»
В 1845 году недоверие Фаллмерайера к русским царям привело его к рассмотрению всемирно-исторического развития противоположного идеалистическим описаниям Гегеля и своего главного оппонента, Тирша. Вместо непрерывного прогресса в направлении свободы Фаллмерайер воспринимал историю как фундаментульную полярность между «Востоком» и «Западом»:
"Примерно восемнадцать веков, вся история была результатом борьбы между двумя основными элементами, разделёнными с самого начала божественной силой: гибкий жизненный процесс с одной стороны, и бесформенный, неразвивающийся стасис (греч.положение) с другой. Символ первого — это вечный Рим, с Западом простирающимся за ним; символ второго — это Константинополь, с окостенелым Востоком … То, что славяне должны быть одним из двух мировых факторов, или если кто-то предпочитает, тенью сверкающего образа европейского гуманизма, и следовательно устройство планеты не допускает философскую реконструкцию без их согласия, является самой великой научной ересью нашего времени
Тирш ещё раз ответил на эту полемику в статье, опубликованной в AZ, аргументируя тем, что воздвижение западно-европейских правителей на троны новых славянских государств на Балканах будет достаточным, чтобы предотвратить восстановление «новой Византийско-Эллинской мировой империи».

## Тирш и Россия

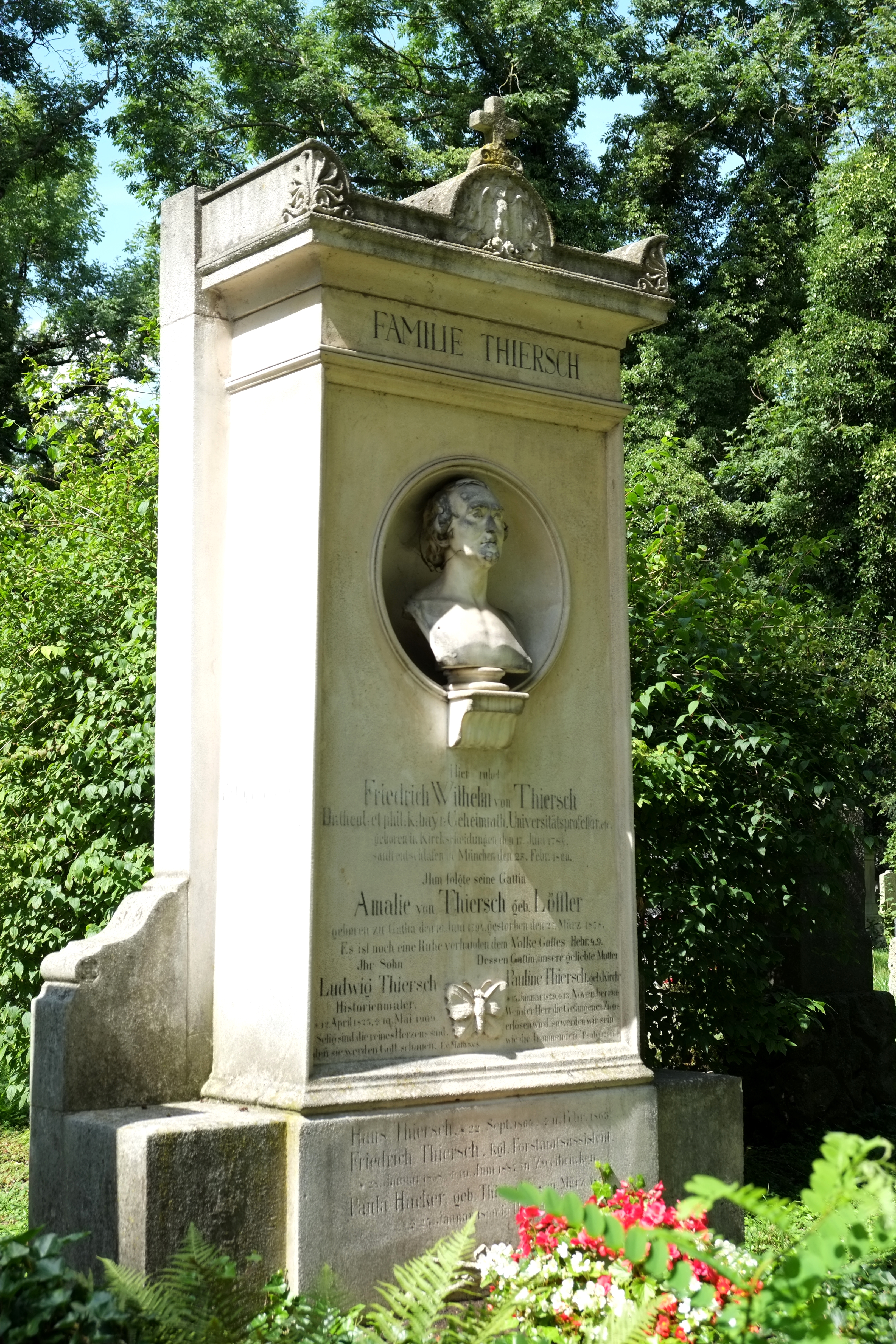
Могила Фридриха Тирша на Старом южном кладбище в Мюнхене

20 декабря 1826 года Фридрих Тирш стал членом-корреспондентом Петербургской Академии наук.
Историками отмечается знакомство Тирша с Тютчевым, который был вторым секретарём в русском посольстве.
Сохранились только письма Тютчева к Тиршу, которые хранятся в Баварской государственной библиотеке.